# Коппенаме
Коппенаме (нидерл. Coppename) — река в Суринаме (Южная Америка) в округах Сипаливини, Корони и Сарамакка.

## Течение реки
Река Коппенамене начинается в горах Вилхелмина. Её истоками являются Рехтер-Коппенаме (берёт своё начало на северо-восточном склоне хребта Вильгельмина, Тафельберг и западная часть Эммакетта), и Линкер-Коппенаме с притоком Мидден-Коппенаме, которая начинается в западной и центральной частях северной части гор Вилхелмина и юго-восточной части гор Бакхёйс.
Три ответвления Коппенамене объединяются над водопадом Тонккенс, а затем протекают мимо горы Хебивери. Ниже водопадов Сидом-Круту она соединяется с Адам-Падой, которая осушает большую часть восточного склона хребта Бакхёйс. Ниже порогов Ланга река изгибается к востоку, а над водопадом Ралей-Воллен соединяется с Таньимамой, которая начинается на северных предгорьях Эммакетена.
Водопад Ралей-Воллен, а также близлежащая гора Вольтц и хребет Ван-Стокум являются туристической достопримечательностью, до которой можно добраться на небольших самолетах.
После впадения реки Квама, Коппенаме течет дальше на север и проходит по деревням Кайманстон, Витагрон и Хейдоти. На прибрежной равнине, в Коппенаме впадает Вайамбо, которая образует бифуркацию между Коппенамой и Никкери.
Наконец, притоки, Тибити и Кусевейне присоединяются к Коппенаме. Реки Коппенаме и Сарамакка объединяются и впадают в Атлантику.